# 인터캐드
interCAD는 Interxsoft에서 개발한 전자 설계 자동화(Electronic Design Automation, EDA) 소프트웨어 프로그램이다. 이 소프트웨어는 하드웨어 엔지니어가 회로도(Schematic) 및 PCB 레이아웃(Layout) 설계를 자동화하거나 설계 도면을 검토하고 변경 사항을 비교하는 데 사용된다.

## 개요
interCAD는 다양한 EDA 설계 데이터를 확인할 수 있는 Schematic Viewer, Layout Viewer, Gerber Viewer, ODB++ Viewer 등의 뷰어 기능을 제공한다. 
또한, 설계 데이터를 포함한 실행 가능한 배포 파일을 생성하는 SharePackage 기능을 지원하며, 별도의 소프트웨어 설치 없이 실행이 가능하다.
추가적으로, 데이터 비교 기능(Compare 기능)을 통해 ECAD 파일 간의 차이점을 분석할 수 있으며, PCB Layout 변환 기능을 활용하여 다양한 설계 데이터를 변환할 수 있다.

## 역사
interCAD는 2008년 1월 OrCAD 회로도와 PADS Layout, Board Station Layout 데이터를 인터페이스할 수 있는 응용 소프트웨어로 출시되었다. 초기에는 특정 EDA 툴 환경에서 실행되는 자동화 프로그램이었으나, 2016년부터 기존 EDA 툴에 종속되지 않고 독립적으로 실행할 수 있도록 확장되었다. 또한 다양한 형식의 ECAD 설계 데이터를 가져와 검토 및 자동화할 수 있는 응용 소프트웨어로 발전하였다.
2016년에는 다양한 ECAD 도면을 확인할 수 있는 뷰어 기능과 도면 및 뷰어가 포함된 단일 EXE 파일 생성 기능, 그리고 PCB Layout 데이터를 변환하는 기능이 추가되었다. 하지만 변환된 PCB Layout 데이터의 품질 확보가 어려워, 해당 기능은 베타 버전으로 제공되었다. 이후, PCB Layout 데이터 변환 기능의 품질을 확보하기 위한 개선 작업을 거쳐, 2018년 정식 버전이 출시되었다.
2019년에는 다양한 형식의 ECAD 설계 데이터를 공유하기 위한 IXD 파일 형식과 이를 확인할 수 있는 무료 응용 프로그램 interCAD Reader를 개발하였다. IXD 파일은 PDF 형식을 모티브로 하여 ECAD 도면의 텍스트, 벡터 그래픽, 도면 속성 및 기타 필요한 정보를 포함하며, interCAD Reader를 통해 누구나 쉽게 ECAD 데이터를 확인할 수 있도록 설계되었다.
2023년에는 PCB CAM 데이터(Gerber 및 ODB++)를 확인할 수 있는 Gerber Viewer 및 ODB++ Viewer 기능이 포함된 interCAD 2023 버전이 출시되었으며, PCB 개발 프로세스(Schematic, Layout, CAM)에서 생성되는 모든 설계 도면을 단일 응용 소프트웨어에서 확인할 수 있도록 개선되었다. 2024년에는 ECAD 파일 간의 차이점을 분석할 수 있는 데이터 비교 기능(Compare 기능)이 추가된 interCAD 2024 버전이 출시되었다.

## 제품군

### interCAD Editor
interCAD Editor는 2016년에 출시된 제품으로, 소프트웨어 및 하드웨어 엔지니어를 위한 설계 환경을 제공한다. 대부분의 EDA 툴을 지원하며, 다음과 같은 기능을 포함하고 있다.
•	Schematic, Layout, CAM Viewer: 다양한 EDA 설계 데이터(회로도, 레이아웃, CAM 파일 등)를 확인 가능
•	설계 비교 기능: PCB 대 PCB, PCB 대 Gerber, Gerber 대 Gerber, Schematic 대 Schematic 등의 비교 기능 제공
•	Share Package 기능: 설계 데이터를 실행 파일(EXE) 또는 IXD 파일로 변환하여 배포 가능 (IXD 파일은 interxsoft에서 개발한 독자적인 형식)
•	Layout Translator: EDA PCB 설계를 다른 포맷으로 변환하는 기능 (DRC Rule 기반 변환 지원)

### interCAD Reader
interCAD Reader는 interCAD Editor에서 생성한 IXD 파일을 열람할 수 있는 무료 소프트웨어다.
•	Gerber 및 ODB++ 뷰어: PCB 제작 시 사용되는 Gerber 및 ODB++ 데이터를 확인 가능
•	IXD 뷰어: 다양한 ECAD 프로그램 사용자 간의 설계 도면 공유를 위한 전용 파일 형식 지원
•	Gerber, ODB++ 비교 기능: 그래픽 기반의 변경 사항 분석 제공

### interCAD Basic
interCAD Basic은 2008년에 출시되었으며, 크게 Cowork 및 Union 두 가지 기능으로 나뉜다.
•	Cowork 기능: OrCAD와 PADS, OrCAD와 Mentor Board Station 등의 CAD 프로그램 간 연결 및 데이터 연동을 지원. OrCAD Capture에서 추출한 네트리스트를 통해 자동 부품 배치 가능하며, Back Annotation 기능을 통해 PCB 도면에서 수정한 사항을 OrCAD Capture에서도 수정 가능.
•	Union 기능: 기존 EDA 툴에서 제공하지 않는 다양한 기능을 포함. 동일한 Reference를 가진 부품과 Symbol 자동 정렬, 동일한 블록 배치 기능, Stroke 기능 등을 지원.

## IXD 파일 형식
IXD(InterCAD Exchange Data) 파일 형식은 interCAD에서 개발한 독자적인 데이터 포맷으로, 다양한 EDA 설계 데이터를 통합하고 공유하기 위한 목적으로 설계되었다. IXD 파일 형식은 다음과 같은 특징을 가진다.
•	포함 데이터: 텍스트, 벡터 그래픽, 도면 속성 및 설계 메타데이터.
•	파일 최적화: 파일 크기를 줄여 효율적인 저장 및 빠른 로딩 속도 제공.
•	독립 실행 가능: interCAD Reader를 통해 추가 소프트웨어 없이 파일 열람 가능.
•	보안 기능: 특정 사용자 및 그룹에 대한 접근 권한 설정 가능.
•	다양한 설계 환경 지원: OrCAD, Altium, Allegro, Xpedition, PADS 등 다양한 EDA 설계 데이터 변환 가능.
IXD 파일은 주로 설계 검토 및 협업을 위한 용도로 활용되며, interCAD Reader를 통해 누구나 쉽게 열람할 수 있다. IXD 파일 형식에 대한 추가 기술 정보 및 사용 지침은 공식 사용자 매뉴얼에서 확인할 수 있다.

## 주요 PCB 설계 툴과의 비교
현재 전자 설계 자동화(EDA) 시장에는 다양한 PCB 설계 툴이 있으며, 대표적인 솔루션으로 OrCAD, Altium Designer, Cadence Allegro, Mentor Xpedition, Zuken CR-8000, PADS Professional 등이 있다. interCAD는 이러한 PCB 설계 툴과 비교하여 다음과 같은 차별점을 가진다.
•	설계 데이터 검토 및 분석: interCAD는 다양한 EDA 설계 데이터를 검토할 수 있으며, Altium, Allegro, Xpedition과 유사하지만 여러 포맷을 독립적인 플랫폼에서 통합 지원한다.
•	파일 변환 기능: 기존 PCB 설계 툴은 주로 특정 벤더 포맷을 중심으로 작동하지만, interCAD는 OrCAD, Altium, Allegro 등의 데이터를 변환할 수 있는 기능을 제공한다.
•	데이터 비교 기능: interCAD는 Gerber, ODB++ 및 기타 PCB 설계 데이터를 비교할 수 있으며, Allegro 및 Xpedition의 DRC 기능과 유사하지만, interCAD는 그래픽 기반으로 더욱 직관적인 비교 기능을 제공한다.
•	독립적인 데이터 배포: interCAD는 IXD 파일 형식을 활용하여 PCB 설계 데이터를 배포할 수 있으며, 기존 설계 툴이 개별 라이선스를 요구하는 것과 달리 독립적인 데이터 공유가 가능하다.

## 기술 보고서
2024년 8월, 기술 잡지 HelloT의 전자기술 8월호에서 "글로벌 ECAD 툴의 설계데이터 인터페이스 전문 EDA 소프트웨어 'interCAD'"라는 제목의 기술 보고서를 발표했다. 이 보고서에서는 interCAD의 다양한 기능과 역할, 그리고 EDA 시장 내 위치를 분석하였다.
interCAD는 기존 EDA 툴과의 데이터 호환성을 높이고, 다양한 설계 포맷을 지원하여 설계 검토 및 변경 관리의 효율성을 향상시키는 도구로 평가되었다. 보고서는 여기에서 확인 가능.

## 참고 자료
•	HelloT '전자기술' 2024년 8월호 기술 보고서 (링크)
•	공식 사용자 매뉴얼 - IXD 파일 형식
•	Wikipedia - OrCAD